# Antenor

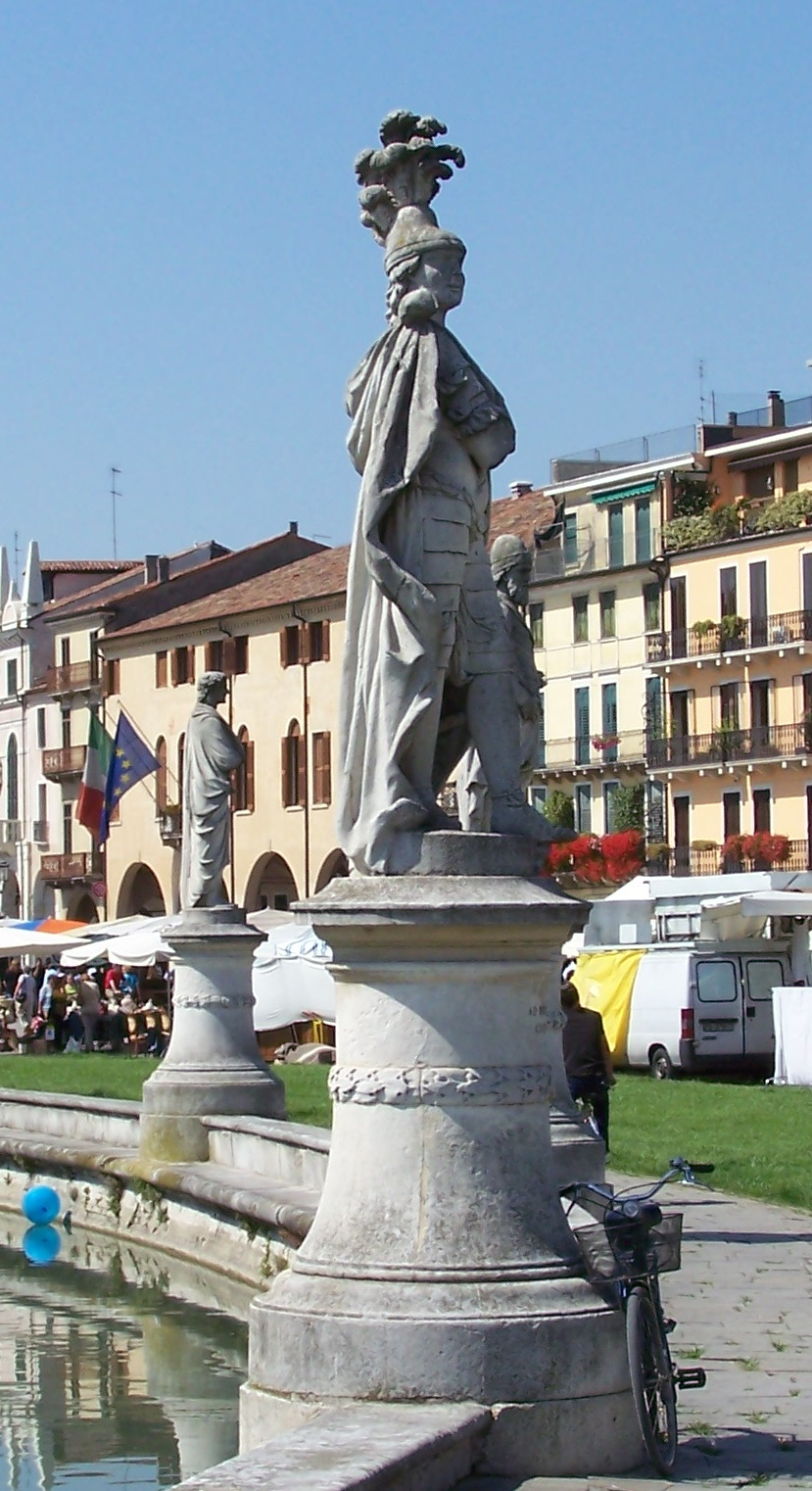
Statue des Antenor, Prato della Valle, Padua

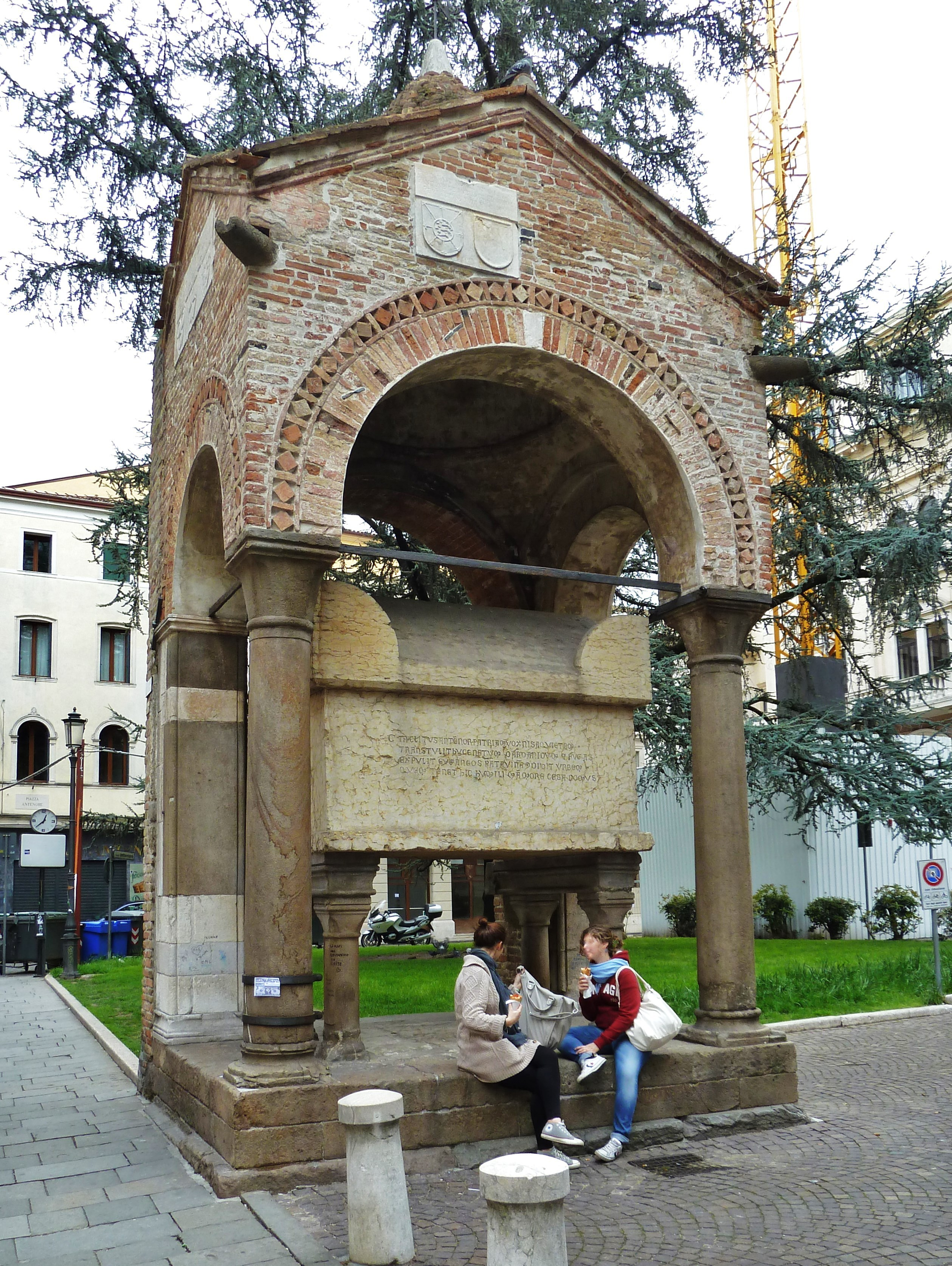
Als Grabmal des Antenor (Tomba di Antenore) bezeichnete Struktur in Padua

Antenor (altgriechisch Ἀντήνωρ Antḗnōr), Sohn des Aisyetes und der Kleomestra und Gemahl der Theano, war nach der Überlieferung von Homer einer der weisesten unter den greisen Trojanern. 
Antenor nahm Menelaos und Odysseus, als diese vor dem Ausbruch des Trojanischen Kriegs als Friedensgesandte nach Troja kamen, gastfreundlich auf und schützte ihr Leben. Mit ihm fuhr Priamos aus, um zwischen beiden Völkern den Waffenstillstand zustande zu bringen und zu vereinbaren, dass ein Zweikampf zwischen Paris und Menelaos dem Krieg ein Ende machen solle. Als schließlich Hektor und Aias einander im Zweikampf gegenüberstanden, schlug er vor, durch Rückgabe der Helena Frieden zu schließen.
Weiter trat Antenor bei Homer nicht handelnd auf. Später haben andere Autoren sein freundliches Verhältnis zu den Griechen als Verrat bezeichnet, indem sie ihn gegen große Versprechungen von Seiten der griechischen Fürsten die Tore Trojas öffnen ließen. Bei der Zerstörung der Stadt wurde sein Haus, das mit einem Pantherfell gekennzeichnet war, auf Agamemnons Befehl verschont. Dante Alighieri nennt in seinem Inferno den neunten und letzten Höllenkreis, in dem die Verräter büßen, „Antenors Grube“.
Nach Trojas Fall soll er entweder auf den Trümmern der alten eine neue Stadt gegründet haben oder nebst seinen Söhnen (unter anderem mit Glaukos) mit Menelaos unter Segel gegangen sein und sich in Kyrene niedergelassen haben. Nach römischer Überlieferung führte er die aus Paphlagonien vertriebenen Heneter (Veneter) nach Italien an die Mündung des Po und gründete dort die Stadt Patavium (Padua).
Er hatte laut Homer 11 Söhne (sieben davon sind im Trojanischen Krieg gefallen):
- Agenor,[7] Akamas und Archelochos,[8] Demoleon,[9] Iphidamas,[10] Helikaon,[11] Koon,[12] Laodamas, Laodokos,[13] Pedaios,[14] Polybos[15]

Spätere Quellen fügten darüber hinaus noch hinzu:
- Antheus,[16] Hippolochos,[17] Polydamas,[18] Medon, Thersilochos und Glaukos[19]